# Ремлингер, Генрих
Генрих Ремлингер (19 марта 1882, г. Оппенвайлер/Людвигсбург — 5 января 1946, Ленинград, СССР) — генерал-майор вермахта, немецкий военный преступник. В годы Великой Отечественной войны был военным комендантом города Пскова и одновременно осуществлял руководство подчиненными ему районными комендатурами и частями «особого назначения». По материалам суда, участвовал в массовом истреблении, истязании и угоне в немецкое рабство мирных советских граждан, а также в уничтожении и разрушении городов и населённых пунктов Ленинградской области.
Публично казнён 5 января 1946 года в Ленинграде на площади Калинина в числе 8 немецких военнопленных, приговорённых судом города Ленинграда к смерти за военные преступления.

## Биография
Кадровый офицер, служил с 1902 года. В 1902 году был зачислен солдатом в 19-й уланский полк, стоявший в городе Ульм. В 1905 году направлен в Высшую кавалерийскую ганноверскую школу, которую закончил в 1906 году. По окончании школы получал специальную нашивку инструктора кавалерийского дела. В ульмском уланском полку прослужил до 1914 года. До 1910 года имел чин унтер-офицера. В 1910 году получил чин вахмистра.
В Первой мировой войне участвовал с 1914 по 1918 гг., был многократно ранен. Участвовал в битве при Сомме, в боях при Аргонах, как улан, затем как пехотинец. 28 или 29 августа 1914 года, за вынос с поля боя в Бельгии раненого командира 19-го уланского полка барона фон Гюльтлингена получает железный крест 2-го класса. В декабре 1918 года — железный крест 1-го класса «за храбрость и заслуги в войне». В 1916 году — «крест с мечами за военные заслуги» и медаль «за храбрость».

### Участие во Второй мировой войне
Организовал 14 карательных экспедиций в ходе которых сожжено несколько сотен населенных пунктов на Псковщине, уничтожено порядка 8000 человек — в основном женщин и детей, причем подтверждено документами и показаниями свидетелей его личная ответственность — то есть отдача соответствующих приказов на уничтожение населенных пунктов и населения, например — в Карамышево расстреляно 239 человек, ещё 229 загнаны и сожжены в деревянных строениях, в Уторгоше — расстреляно 250 человек, на дороге Славковичи — Остров расстреляно 150 человек, посёлок Пикалиха — согнаны в дома и потом сожжены 180 жителей.
Был награждён в 1941 году «крестом 2-го класса за военные заслуги», в декабре 1942 года — «крестом за военные заслуги, с мечами, 1-го класса», в ноябре 1943 — вторично «железным крестом 2-го класса», в феврале 1945 года — вторично «железным крестом 1-го класса».
Был взят в плен советскими войсками 15 февраля 1945 года под Шнайдемюле.

#### Обстоятельства пленения
27-го января я прибыл в город Дойч-Кроне в штаб Гиммлера, командующего группой немецких армий «Висла». 
Гиммлер объявил мне, что я назначен комендантом Шнайдемюля, и добавил: «Вам предоставляются неограниченные права, и вы должны удержать крепость любой ценой».
Вскоре после этого русские окружили город. За несколько дней боёв мы потеряли убитыми и ранеными свыше 4 тысяч солдат и офицеров. В городе царили паника и хаос. Многие офицеры пришли к заключению, что гарнизон обречён на гибель, и высказывались за капитуляцию. Я по радио связался со штабом и доложил, что положение гарнизона критическое. В ответ была получена радиограмма за подписью Гиммлера: «Ваше положение нам известно. Держитесь. К вам идёт помощь».

Не дождавшись никакой помощи, я на свой риск и страх решил прорваться из Шнайдемюля на север. Однако мы натолкнулись на русских, понесли чрезвычайно тяжёлые потери и были рассеяны. Меня и моего начальника штаба взяли в плен.

### Суд и казнь в Ленинграде
Суд над 11 немецкими военнопленными проходил в Выборгском ДК с 28 декабря 1945 года по 4 января 1946 года. Подсудимых обвиняли в том, что они особо зверствовали на оккупированных территориях Ленинградской и Псковской областей. Трое были осуждены к каторге, а восемь, в том числе Ремлингер, к публичной смертной казни. Ремлингер вину не признал.
5 января 1946 года в 11 часов утра по приговору суда города Ленинграда генерал-майор Ремлингер при стечении народа был казнён через повешение на площади Калинина перед кинотеатром «Гигант» в числе 8 немецких военнопленных, признанных судом военными преступниками.
По воспоминаниям свидетеля казни, педагога по скрипке Михаила Яковлевича Яковлева:
Грузовики, в кузовах которых стояли немецкие военнослужащие в форме бундесвера [sic] со связанными за спиной руками, въехали под виселицы. На площади воцарилась тишина. По громкоговорителю прозвучал приговор. Наши солдаты-конвоиры в касках начали надевать петли на шеи немцев. Генерал отклонил голову в сторону, не хотел лезть в петлю. Но конвоир не спеша накинул петлю на его шею и «исправил положение». Машины двинулись вперёд. Фашисты повисли и закачались в воздухе… У виселиц поставили часового. Через день его убрали, а виселицы с висящими на них преступниками стояли ещё несколько дней